# Свёртка (математический анализ)
Свёртка, конволюция — операция в функциональном анализе, которая при применении к двум функциям {\displaystyle f} и {\displaystyle g} возвращает третью функцию, соответствующую взаимнокорреляционной функции {\displaystyle f(x)} и {\displaystyle g(-x)}. Операцию свёртки можно интерпретировать как «схожесть» одной функции с отражённой и сдвинутой копией другой. Понятие свёртки обобщается для функций, определённых на произвольных измеримых пространствах, и может рассматриваться как особый вид интегрального преобразования. В дискретном случае свёртка соответствует сумме значений {\displaystyle f} с коэффициентами, соответствующими смещённым значениям {\displaystyle g}, то есть {\displaystyle (f*g)(x)=f(1)g(x-1)+f(2)g(x-2)+f(3)g(x-3)+\dots }

## Определение
Пусть {\displaystyle f,g:\mathbb {R} ^{n}\to \mathbb {R} } — две функции, интегрируемые относительно меры Лебега на пространстве {\displaystyle \mathbb {R} ^{n}}. Тогда их свёрткой называется функция {\displaystyle f*g:\mathbb {R} ^{n}\to \mathbb {R} }, определённая формулой
| {\displaystyle (f*g)(x)\ } | {\displaystyle {\stackrel {\mathrm {def} }{=}}\ \int \limits _{\mathbb {R} ^{n}}f(y)\,g(x-y)\,dy=\int \limits _{\mathbb {R} ^{n}}f(x-y)\,g(y)\,dy.} |
В частности, при {\displaystyle n=1} формула принимает вид
| {\displaystyle (f*g)(x)\ } | {\displaystyle {\stackrel {\mathrm {def} }{=}}\ \int \limits _{-\infty }^{\infty }f(y)\,g(x-y)\,dy=\int \limits _{-\infty }^{\infty }f(x-y)\,g(y)\,dy.} |
Свёртка {\displaystyle (f*g)(x)} определена при почти всех {\displaystyle x\in {\mathbb {R} ^{n}}} и интегрируема.
В случае, когда {\displaystyle x\in \mathbb {R} }, а функции {\displaystyle f(x),~g(x)} определены на промежутке {\displaystyle [0,+\infty )}, свёртку можно записать в виде
| {\displaystyle (f*g)(x)\ } | {\displaystyle {\stackrel {\mathrm {def} }{=}}\ \int \limits _{0}^{x}f(y)\,g(x-y)\,dy=\int \limits _{0}^{x}f(x-y)\,g(y)\,dy.} |
Впервые интегралы, являющиеся свёрткой двух функций, встречаются в трудах Леонарда Эйлера (1760-е годы); позднее свёртка появляется у Лапласа, Лакруа, Фурье, Коши, Пуассона и других математиков. Обозначение свёртки функций при помощи звёздочки впервые предложил Вито Вольтерра в 1912 году на своих лекциях в Сорбонне (опубликованы годом позже).

### Свойства
Коммутативность:
{\displaystyle f*g=g*f}.
Ассоциативность:
{\displaystyle f*(g*h)=(f*g)*h}.
Линейность (дистрибутивность по сложению и ассоциативность с умножением на скаляр):
{\displaystyle (f_{1}+f_{2})*g=f_{1}*g+f_{2}*g},
{\displaystyle f*(g_{1}+g_{2})=f*g_{1}+f*g_{2}},
{\displaystyle (af)*g=a(f*g)=f*(ag),\quad \forall a\in \mathbb {R} }.
Правило дифференцирования:
{\displaystyle \mathrm {D} (f*g)=\mathrm {D} f*g=f*\mathrm {D} g},
где {\displaystyle \mathrm {D} f} обозначает производную функции {\displaystyle f} по любой переменной.
Преобразование Лапласа:
{\displaystyle {\mathcal {L}}\{f(x)*g(x)\}={\mathcal {L}}\{f(x)\}\cdot {\mathcal {L}}\{g(x)\}}.
Свойство фурье-образа:
{\displaystyle {\mathfrak {F}}[f*g]={\mathfrak {F}}[f]\cdot {\mathfrak {F}}[g]},
где {\displaystyle {\mathfrak {F}}[]} обозначает преобразование Фурье функции.
Если {\displaystyle {\mathcal {W}}} является матрицей дискретного преобразования Фурье, то:
{\displaystyle {\mathcal {W}}(C^{(1)}x\ast C^{(2)}y)=({\mathcal {W}}C^{(1)}\bullet {\mathcal {W}}C^{(2)})(x\otimes y)={\mathcal {W}}C^{(1)}x\circ {\mathcal {W}}C^{(2)}y},
где {\displaystyle \bullet } — символ торцевого произведения матриц, {\displaystyle \otimes } обозначает произведение Кронекера, {\displaystyle \circ } — символ произведения Адамара (тождество является следствием свойств отсчётного скетча).

## Пример
Пусть стоит задача вычислить, как будет изменяться количество снега на каком-либо участке земли в зависимости от времени. Решение этой задачи можно разделить на два этапа:
1. построить модель выпадения снега и модель таяния снега.
2. каким-то образом соединить эти две модели в одну.

Задачи первого этапа решаются путём наблюдений и опытов, а задачи второго этапа — свёрткой получившихся на первом этапе моделей.
Пусть в результате решения задачи на первом этапе было построено две зависимости (математические модели):
- зависимость количества выпавшего снега от текущего времени {\displaystyle {\color {Red}g(t)}},
- зависимость доли нерастаявшего снега от времени, прошедшего с момента его выпадения {\displaystyle {\color {Blue}f(\tau )}}.

Если бы снег не начинал таять, количество всех выпавших осадков {\displaystyle G} можно было бы посчитать путём сложения в дискретном случае:
{\displaystyle G=\sum _{t=0}^{T}g(t)},
или путём интегрирования в случае непрерывном:
{\displaystyle G=\int \limits _{0}^{T}g(t)\,dt}.
Но в данном случае таяние снега имеет место и, более того, оно зависит не только от текущего общего количества снега, но и от того, в какой момент времени выпал этот конкретный объём снега. Так снег, выпавший две недели назад, может уже испариться, в то время как снег, выпавший полчаса назад, ещё будет лежать и даже не начнёт подтаивать.
Получается, что для снега, выпавшего в разное время, нужно построить свою модель таяния и как-то сложить все эти модели вместе.
Для этих целей и можно использовать понятие математической свёртки. Пусть в момент времени {\displaystyle t} рассматривается снег, который выпал в момент времени {\displaystyle \tau }, тогда
- {\displaystyle \tau } — время выпадения снега. Например, 13:00;
- {\displaystyle {\color {Red}g(\tau )}} — количество выпавшего в момент {\displaystyle {\tau }} снега. Например, 7 кг;
- {\displaystyle t} — момент времени, для которого нам нужно узнать состояние выпавшего в {\displaystyle \tau } снега. Например, 15:00;
- {\displaystyle t-\tau } — количество времени, прошедшее с момента выпадения до момента расчёта оставшейся доли снега. То есть 15:00 − 13:00;
- {\displaystyle {\color {Blue}f(t-\tau )}} — доля снега, которая не растаяла после того, как пролежала {\displaystyle t-\tau } часов.

Нужно для каждого количества {\displaystyle {\color {Red}g(\tau )}} снега, выпавшего в момент времени {\displaystyle \tau }, сложить множество моделей {\displaystyle f(t-\tau )} в одну функцию. Если это сделать, получится сумма в дискретном случае:
{\displaystyle w(t)=\sum \limits _{\tau =0}^{t}g(\tau )f(t-\tau ),}
или интеграл в непрерывном:
{\displaystyle w(t)=\int \limits _{\tau =0}^{t}g(\tau )f(t-\tau )d\tau .}

Графически функция {\displaystyle w(t)} изображена ниже, где разными цветами представлены вклады каждой кучи снега из графика {\displaystyle {\color {Red}g(x)}}.
Функция {\displaystyle w(t)} полностью моделирует поведение снега, выпавшего согласно модели {\displaystyle {\color {Red}g(x)}}. Так, на графике выше видно, что общее количество снега увеличивается тремя скачками, но снег начинает таять сразу, не дожидаясь выпадения других осадков.

## Свёртка на группах
Пусть {\displaystyle G} — группа, оснащённая мерой {\displaystyle m}, и {\displaystyle f,g:G\to \mathbb {R} } — две функции, определённые на {\displaystyle G}. Тогда их свёрткой называется функция
{\displaystyle (f*g)(x)=\int \limits _{G}f(y)\,g\left(xy^{-1}\right)\,m(dy),\quad \forall x\in G.}

## Свёртка мер
Пусть есть борелевское пространство {\displaystyle (\mathbb {R} ,{\mathcal {B}}(\mathbb {R} ))} и две меры {\displaystyle \mu ,\nu :{\mathcal {B}}(\mathbb {R} )\to \mathbb {R} }. Тогда их свёрткой называется мера
{\displaystyle \mu *\nu (A)=\mu \otimes \nu \left(\{(x,y)\in \mathbb {R} ^{2}\mid x+y\in A\}\right),\quad \forall A\in {\mathcal {B}}(\mathbb {R} ),}
где {\displaystyle \mu \otimes \nu } обозначает произведение мер {\displaystyle \mu } и {\displaystyle \nu }.

### Свойства
- Пусть {\displaystyle \mu ,\nu } абсолютно непрерывны относительно меры Лебега {\displaystyle m}. Обозначим их производные Радона — Никодима:

{\displaystyle f_{\mu }={\frac {d\mu }{dm}},\quad f_{\nu }={\frac {d\nu }{dm}}.}
Тогда {\displaystyle \mu *\nu } также абсолютно непрерывна относительно {\displaystyle m}, и её производная Радона — Никодима {\displaystyle f_{\mu *\nu }={\frac {d\mu *\nu }{dm}}} имеет вид
{\displaystyle f_{\mu *\nu }=f_{\mu }*f_{\nu }.}
- Если {\displaystyle \mu ,\nu } — вероятностные меры, то {\displaystyle \mu *\nu } также является вероятностной мерой.

### Свёртка распределений
Если {\displaystyle \mathbb {P} ^{X},\mathbb {P} ^{Y}} — распределения двух независимых случайных величин {\displaystyle X} и {\displaystyle Y}, то
{\displaystyle \mathbb {P} ^{X+Y}=\mathbb {P} ^{X}*\mathbb {P} ^{Y},}
где {\displaystyle \mathbb {P} ^{X+Y}} — распределение суммы {\displaystyle X+Y}. В частности, если {\displaystyle X,Y} абсолютно непрерывны и имеют плотности {\displaystyle f_{X},f_{Y}}, то случайная величина {\displaystyle X+Y} также абсолютно непрерывна и её плотность имеет вид:
{\displaystyle f_{X+Y}=f_{X}*f_{Y}.}